# Ivan Brient
Ivan Brient (ur. 17 stycznia 1972 w Aurau) – francuski duchowny katolicki, w 2022 nominowany urząd biskupa pomocniczego Rennes, zrezygnował z przyjęcia sakry biskupiej.

## Życiorys
Święcenia kapłańskie otrzymał 17 czerwca 2001.
7 października 2022 papież Franciszek mianował go biskupem pomocniczym diecezji Rennes, ze stolicą tytularną Vaison. 16 listopada 2022 r. zrezygnował z przyjęcia sakry biskupiej.